# Prima Lega 1950-1951 (calcio)
La Prima Lega 1950-1951, campionato svizzero di terza serie, si concluse con la vittoria del Malley.

## Regolamento
Scopo del torneo è quello di ottenere due promozioni e quattro retrocessioni.
Torneo svolto in due fasi: la prima fase vede le 36 squadre partecipanti suddivise, con criterio regionale, in tre gironi composti da 12 squadre ciascuno, in cui le prime classificate di ogni girone, si affrontano nella fase finale, in un mini-torneo a tre, per stabilire le due squadre promosse in Lega Nazionale B. Le ultime tre squadre di ciascun girone vengono retrocesse direttamente in Seconda Lega. Per stabilire la quarta retrocessione si ricorre (fase finale) ad un mini-torneo a tre, in cui partecipano le squadre penultime classificate di ogni girone. La prima fase vede le squadre impegnate in gare di andata e ritorno, mentre la fase finale prevede incontri in gare unica.

## Girone ovest

### Classifica finale
|  | Pos. | Squadra               | Pt | G  | V  | N | P  | GF | GS | DR  |
|  | ---- | --------------------- | -- | -- | -- | - | -- | -- | -- | --- |
|  | 1.   | Malley                | 36 | 22 | 16 | 4 | 2  | 77 | 20 | +57 |
|  | 2.   | Vevey                 | 30 | 22 | 13 | 4 | 4  | 44 | 20 | +24 |
|  | 3.   | La Tour-de-Peilz      | 28 | 22 | 11 | 6 | 5  | 50 | 41 | +9  |
|  | 4.   | Yverdon               | 25 | 22 | 10 | 5 | 7  | 46 | 37 | +9  |
|  | 5.   | Sierre                | 25 | 22 | 11 | 3 | 8  | 46 | 46 | 0   |
|  | 6.   | Martigny              | 23 | 22 | 10 | 3 | 9  | 42 | 35 | +7  |
|  | 7.   | International Ginevra | 21 | 22 | 10 | 1 | 11 | 51 | 40 | +11 |
|  | 8.   | Stade Lausanne        | 20 | 22 | 8  | 4 | 10 | 48 | 56 | -8  |
|  | 9.   | Central Friburgo      | 19 | 22 | 8  | 3 | 11 | 51 | 60 | -9  |
|  | 10.  | Ambrosiana Losanna    | 19 | 22 | 7  | 5 | 10 | 29 | 43 | -14 |
|  | 11.  | Montreux-Sports       | 15 | 22 | 7  | 1 | 13 | 42 | 57 | -15 |
|  | 12.  | Stade Nyonnais        | 1  | 22 | 0  | 1 | 21 | 24 | 95 | -71 |

Legenda:

      Ammessa alla fase finale per la promozione in Lega Nazionale B 1951-1952.

      Ammessa alla fase finale per la retrocessione in Seconda Lega 1951-1952.

      Retrocessa in Seconda Lega 1951-1952.

Note:
Due punti a vittoria, uno a pareggio, zero a sconfitta.

## Girone centrale

### Classifica finale
|  | Pos. | Squadra        | Pt | G  | V  | N | P  | GF | GS | DR  |
|  | ---- | -------------- | -- | -- | -- | - | -- | -- | -- | --- |
|  | 1.   | Thun           | 34 | 22 | 16 | 2 | 4  | 63 | 28 | +35 |
|  | 2.   | Soletta        | 34 | 22 | 16 | 2 | 4  | 62 | 26 | +36 |
|  | 3.   | Lengnau        | 26 | 22 | 11 | 4 | 7  | 42 | 37 | +5  |
|  | 4.   | Olten          | 25 | 22 | 10 | 5 | 7  | 57 | 41 | +16 |
|  | 5.   | Helvetia Berna | 24 | 22 | 9  | 6 | 7  | 50 | 42 | +8  |
|  | 6.   | Kleinhüningen  | 23 | 22 | 9  | 4 | 9  | 35 | 35 | 0   |
|  | 7.   | Derendingen    | 19 | 22 | 8  | 3 | 11 | 38 | 48 | -10 |
|  | 8.   | Porrentruy     | 19 | 22 | 7  | 5 | 10 | 43 | 57 | -14 |
|  | 9.   | Birsfelden     | 18 | 22 | 8  | 2 | 12 | 44 | 60 | -16 |
|  | 10.  | St. Imier      | 17 | 22 | 8  | 1 | 13 | 41 | 55 | -14 |
|  | 11.  | Victoria Berna | 16 | 22 | 7  | 2 | 13 | 41 | 42 | -1  |
|  | 12.  | Pratteln       | 10 | 22 | 3  | 4 | 15 | 38 | 83 | -45 |

Legenda:

      Ammessa alla fase finale per la promozione in Lega Nazionale B 1951-1952.

      Ammessa alla fase finale per la retrocessione in Seconda Lega 1951-1952.

      Retrocessa in Seconda Lega 1951-1952.

Note:
Due punti a vittoria, uno a pareggio, zero a sconfitta.

### Spareggio per il primo posto
|         | Risultati |         | Luogo e data          |  |
| ------- | --------- | ------- | --------------------- |  |
| Thun    | 5 - 2     | Soletta | Thun, giugno 1951     |  |
| Soletta | 1 - 0     | Thun    | Soletta, giugno 1951  |  |
| Thun    | 2 - 1     | Soletta | Berna, 24 giugno 1951 |  |

## Girone est

### Classifica finale
|  | Pos. | Squadra           | Pt | G  | V  | N | P  | GF | GS | DR  |
|  | ---- | ----------------- | -- | -- | -- | - | -- | -- | -- | --- |
|  | 1.   | Sciaffusa         | 35 | 22 | 15 | 5 | 2  | 60 | 21 | +39 |
|  | 2.   | Brühl             | 34 | 22 | 15 | 4 | 3  | 55 | 30 | +15 |
|  | 3.   | Wil               | 27 | 22 | 12 | 3 | 7  | 50 | 29 | +21 |
|  | 4.   | Red Star          | 23 | 22 | 8  | 7 | 7  | 33 | 31 | +2  |
|  | 5.   | Baden             | 23 | 22 | 9  | 5 | 8  | 30 | 34 | -4  |
|  | 6.   | Wetzikon          | 22 | 22 | 8  | 6 | 8  | 42 | 42 | 0   |
|  | 7.   | Uster             | 20 | 22 | 8  | 4 | 10 | 45 | 41 | +4  |
|  | 8.   | Schöftland        | 20 | 22 | 8  | 4 | 10 | 45 | 57 | -12 |
|  | 9.   | Trimbach          | 19 | 22 | 7  | 5 | 10 | 38 | 54 | -16 |
|  | 10.  | Blue Stars Zurigo | 17 | 22 | 5  | 7 | 10 | 45 | 58 | -13 |
|  | 11.  | Arbon             | 13 | 22 | 6  | 1 | 15 | 36 | 47 | -11 |
|  | 12.  | Altstetten        | 11 | 22 | 4  | 3 | 15 | 19 | 54 | -35 |

Legenda:

      Ammessa alla fase finale per la promozione in Lega Nazionale B 1951-1952.

      Ammessa alla fase finale per la retrocessione in Seconda Lega 1951-1952.

      Retrocessa in Seconda Lega 1951-1952.

Note:
Due punti a vittoria, uno a pareggio, zero a sconfitta.

## Finali per la promozione in LNB
| giugno 1951 | Sciaffusa | 1 - 3 | Malley | Sciaffusa |
| giugno 1951 |           |       |        | Sciaffusa |

| giugno 1951 | Malley | 2 - 1 | Thun | Losanna |
| giugno 1951 |        |       |      | Losanna |

| giugno 1951 | Thun | 1 - 4 | Sciaffusa | Thun |
| giugno 1951 |      |       |           | Thun |

## Finali per la retrocessione in Seconda Lega
| giugno 1951 | Victoria Berna | 2 - 2 | Arbon | berna |
| giugno 1951 |                |       |       | berna |

| luglio 1951 | Montreux-Sports | 3 - 1 | Victoria Berna | Montreux |
| luglio 1951 |                 |       |                | Montreux |

| luglio 1951 | Arbon | 5 - 0 | Montreux-Sports | Arbon |
| luglio 1951 |       |       |                 | Arbon |

## Verdetti Finali
- ES Malley vincitore del torneo.
- ES Malley e FC Sciaffusa promosse in Lega Nazionale B
- FC Altstetten, FC Pratteln, Victoria Berna e Stade Nyonnais retrocesse in Seconda Lega.